# Рапан
Рапанът (Rapana venosa) е хищен морски охлюв от род Рапани (Rapana) на семейство Muricidae.

## Разпространение
Естественият му ареал е Далечният изток, но през XX век с развитието на корабоплаването се разпространява далеч извън него. До средата на века е разпространен единствено в Японско море, в залива Петър Велики. През 1946 г. е срещнат за първи път в Черно море, в залива на Новоросийск. Оттам се разпространява в Азовско и източните части на Средиземно море. Между 1959 и 1972 колонизира западното и южното крайбрежие на Черно море. През 1973 г. вече е описано наличието му по италианското крайбрежие на Адриатическо море, а през 1998 г. и в залива Чесапийк по северноамериканското крайбрежие на Атлантическия океан. Има регистрирано находище на рапан и по югоизточните брегове на Южна Америка
Предполага се, че преносът е извършен с морска вода, използвана за баласт на корабите.

## Значение
В Япония и Корея месото на рапана се счита за деликатес. Основното му стопанско значение в другите райони е като хищник по стопанско значимите местни видове миди. В Черно море основната жертва е Черната мида (Mytilus galloprovincialis), докато в Адриатическо море напада също привнесените видове Tapes philippinarum и Anadara inaequivalvis. В залива Чесапийк жертви са стридите и местните охлюви.
В България до 90-те години на XX век на рапана се гледа само като на материал за сувенири. Дебелата черупка е достатъчно огнеупорна, за да се ползва за пепелник, а ръбатата повърхност я прави устойчива без обработка. Чрез изтъркване се премахва по-голямата част от черупката, а оставащата плоска централна част се използва за медальони. Различни фигурки се правят от слепени черупки на рапани и миди.
В средата на 90-те в рапана е открит потенциал за промишлен лов и износ на месото. Ловът чрез гмуркане бързо е заменен от тралене. След като е установено, че траленето напълно разрушава дънните екосистеми, този начин е забранен.
Около 2000 г. рапанът започва да се предлага и в ресторантите по българското Черноморие.
Рапанът се улавя с т.нар. дънно тралене или драгиране (дънните тралове или драги ровят морското дъно и го разрушават). От друга страна пелагичното тралене използва друг тип тралове, които не нараняват дъното. С пелагични тралове в България се хващат цаца, сафрид, чернокоп.